# Elazığspor
Elazığspor je turecký fotbalový klub z města Elazığ, který působí v sezóně 2016/17 v PTT 1. Lig (turecká druhá liga). Klub byl založen v roce 1967 a svá domácí utkání hraje na stadionu Elazığ Atatürk Stadium s kapacitou 14 467 diváků.

## Historie
Elazığspor byl založen v roce 1967 sloučením tří klubů (Merkez Gençlik, Güvenspor a Harputspor), aby mohl vzniknout silný klub reprezentující město Elazığ. Svíce v klubovém logu odkazují na známý místní tanec zvaný Çayda Çıra, který se tančí se svícemi v rukou. Klub působil ve druhé a třetí turecké lize až do roku 2002, kdy poprvé postoupil do Süper Lig. Po dvou letech však sestoupil a opět se vrátil do první ligy v roce 2012.